# Sierra Madre Occidental

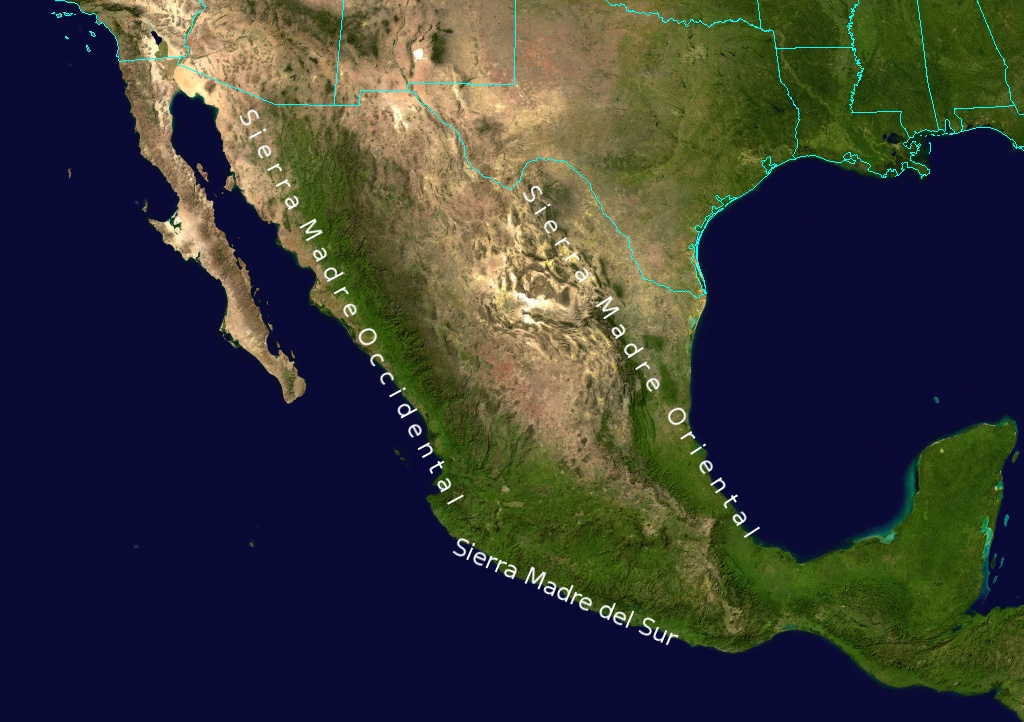
Sierra Madre Occidental till vänster

Sierra Madre Occidental är en bergskedja i Mexikos västliga del och sydvästra USA. Kedjan sträcker sig 1500 kilometer från sydost i Arizona genom delstaterna Sonora, Chihuahua, Durango, Zacatecas och Aguascalientes till Guanajuato, där den gränsar till Sierra Madre Oriental och det Transmexikanska vulkanbältet. Bergskedjans högsta topp på 3000 möh är Cerro Gordo i Durango.
Högplatån som bildas av området genomskärs av djupa floddalar. Höjderna styr vädermönstren, så att regn som faller i bergen skapar öar av mark för fuktigare ekosystem att bildas i än i omgivande mark. Detta vatten bildar flodområden som förser de torra omgivningarna med vatten, vilket gör det möjligt att bevattna och odla grödor. De våta ekosystemen är öar av biologisk mångfald, i vad som annars skulle vara ett ökenlandskap. Ekskogar är den dominerande floran och sträcker sig in i låglandets öknar.
Detta skogs- och canyonland erbjöd plats för en mängd olika ursprungsbefolkningar, som Tepehuaner och Tarahumara  att leva i, till dess spanska nybyggare kom till området för att grunda samhällen för silvergruvorna i området. Den främsta industrin i området i dag är jord- och skogsbruk, vilket har blivit omtvistat på grund av upplevd markförstöring och den infödda befolkningens kamp mot detta.